# باول ديني
باول ديني (بالإنجليزية: Paul Dini) (و. 1957  م) هو كاتب سيناريو، ومنتج تلفزيوني، وفنان قصص مصورة، ومدون، وكاتب أمريكي، ولد في نيويورك.

## التعليم
تعلم في كلية إمرسون، وجامعة هارفارد.

## جوائز
حصل على جوائز منها:
- جائزة نقابة الكتاب الأمريكية
- جائزة آني
- جائزة إنكبوت.

## وصلات خارجية
- باول ديني على موقع IMDb (الإنجليزية)
- باول ديني على موقع ألو سيني (الفرنسية)
- باول ديني على موقع أول موفي (الإنجليزية)
- باول ديني على موقع قاعدة بيانات الأفلام السويدية (السويدية)
- باول ديني على موقع ديسكوغز (الإنجليزية)
- باول ديني على موقع قاعدة بيانات الفيلم (الإنجليزية)
- باول ديني على موقع كينوبويسك (الروسية)